# Caïd (film, 2017)
Pour les articles homonymes, voir Caïd (homonymie).
Pour plus de détails, voir Fiche technique et Distribution.
Caïd est un film français réalisé par Ange Basterga et Nicolas Lopez.
Auto-produit, le film reçoit le prix du meilleur film au 22e festival du film de Cognac en octobre 2017, qualifié par le jury de coup de poing, de révélation et de concentré d’énergie,, face à Carbone, le nouveau film d'Olivier Marchal,.

## Synopsis
Tony est un jeune rappeur de la scène underground de Marseille, mais c'est surtout le patron d'un trafic de drogue, le caïd d’un quartier défavorisé du sud de la France. Le journaliste Ange Basterga a réussi à convaincre l'homme aux deux visages de le filmer 24 heures sur 24, pendant sept jours. Une immersion dans un business sous haute tension, qui peut déraper à tout moment. Guerre de clans, pressions de la Brigade Anti-Criminalité, lutte interne au sein du gang du caïd… Pris entre deux feux, le journaliste va-t-il se brûler les ailes ?
Réalité ou fiction ? Le spectateur se retrouve pris dans une spirale d'interrogation et de suspens.

## Fiche technique
- Réalisation : Ange Basterga et Nicolas Lopez[6]
- Scénario : Ange Basterga
- Musique originale : El Kid
- Photographie et montage : Nicolas Lopez
- Son : Brice Bertrand
- Pays de production :  France
- Langue : français
- Genre : drame
- Durée : 1 heure 27 minutes[7]
- Date de sortie : 
  - France : 2017

## Distribution
- Ange Basterga[8] : Ange
- Abderamane Diakhite : Tony
- Mohamed Boudouh : Moussa
- Jafar Moughanim : Ahmed
- Kylian DaCosta : Hakim

## Genèse et production
Ange Basterga a écrit le scénario en à peine un mois. Co-réalisé avec Nicolas Lopez, ce film a été tourné en quatre journées à Martigues en décembre 2016 avec une équipe de cinq techniciens (perchman, ingénieur du son, assistant et deux réalisateurs), puis a nécessité sept mois de montage. Le tout, pour un budget de 70 000 euros financés en fonds propre. Ce long-métrage met en scène près de 70 jeunes personnes issues des quartiers nord de Marseille, dont 95 % faisant leur premier pas devant une caméra. « On n'a pas fait un film à la gloire de la voyoucratie, avertit Ange Basterga, c'est un film social, il y a un message aux jeunes pour leur dire que ce n'est pas le chemin à suivre ».

## Distinctions

### Prix
- Festival du Polar de Cognac 2017 : Grand prix du Film Long Métrage de Cinéma ;
- Festival du film politique de Porto-Vecchio 2018 : Prix du public du meilleur documentaire[10] ;
- Festival international du film indépendant de Saint-Mitre-les-Remparts 2018 : Prix du jury[11].

### Sélections
- Festival Arte Mare 2017 ;
- Urban Film Festival 2017.

## Adaptation en série
Faute de distributeur le film n'est pas sorti en salles. Frenchkiss Pictures et Netflix s'intéressent alors au projet. Le scénario est réécrit en une série de 10 épisodes de 10 minutes et a nouveau filmé avec les mêmes acteurs. La série éponyme est disponible depuis le 10 mars 2021 sur Netflix.